# Josh Whyle
Joshua James Whyle (Cincinnati, 8 settembre 1999) è un giocatore di football americano statunitense che milita nel ruolo di tight end per i Tennessee Titans della National Football League (NFL).

## Carriera

### Tennessee Titans
Al college Whyle giocò a football all'Università di Cincinnati. Fu scelto nel corso del quinto giro (147º assoluto) del Draft NFL 2023 dai Tennessee Titans. Debuttò come professionista subentrando nella gara del primo turno contro i New Orleans Saints. Nella settimana 4 contro i Cincinnati Bengals segnò il suo primo touchdown. La sua prima stagione si chiuse con 9 ricezioni per 94 yard e una marcatura in 11 presenze, di cui 3 come titolare.